# Ипилимумаб
Ипилимумаб (Ipilimumab или MDX-010 или MDX-101) является лекарственным средством, применяющимся для лечения меланомы, которое в марте 2011 г. было одобрено Управлением по контролю качества пищевых продуктов и лекарственных средств (FDA) США для лечения меланомы поздней стадии под рыночным названием Ервой (Yervoy). Ервой был разработан фармацевтической компанией Bristol Myers Squibb, и представляет собой моноклональное антитело, активизирующее иммунную систему человека. Также Ервой предполагается применять для лечения отдельных форм рака лёгкого и рака простаты.

## Механизм действия
Ипилимумаб представляет собой моноклональное антитело CTLA-4. Для полной активации Т-клеток необходимы два основных сигнала: 
1. Расположенные на мембране Т-клеток Т-клеточные рецепторы (TcR, T-cell receptor) комплементарно распознают главные комплексы гистосовместимости ГКГ (MHC) на мембране АПК с представленными на них опухоль-ассоциированными антигенами (eng. TAA, tumor-associated antigen). Т.е. распознаёт опухолевые частицы, появление которых в связке с MHC на АПК говорит о развитии опухолевого процесса. Благодаря этому происходит основная стимуляция.
2. CD28 рецептор, расположенный на Т-клетках, связывается с лигандом B7 (его подтипы - CD80 и CD86) на антигенпредставляющей клетке (eng. APC, аntigen presenting cells). Благодаря этому происходит костимуляция.

Эти два сигнала приводят к пролиферации Т-клеток и высвобождению цитокинов, запуская и усиливая иммунный ответ. 
В ответ на данную активацию Т-клеток на поверхности мембраны соответствующего Т-лимфоцита компенсаторно увеличивается количество цитотоксического Т-лимфоцитарного антигена-4 (CTLA-4), который вступает в конкурентное взаимодействие с CD28 Т-клеток за связывание с лигандом B7 (CD80/86) на антигенпредставляющей клетке. Однако, обладая гораздо более высоким сродством, он может подавлять активацию Т-клеток, что приводит к снижению иммунного ответа на ТАА.
CTLA-4 (cytotoxic T lymphocyte-associated antigen 4) — ингибирующий рецептор, локализованный на поверхности цитотоксических Т-лимфоцитов, способный связываться с другим мембранным рецептором — B-7 (CD80/86), находящимся на поверхности клетки, представляющей антиген, препятствуя его взаимодействию с B-7 (CD80/86). Подобное взаимодействие вызывает внутриклеточный сигнал, ингибирующий цитотоксический Т-лимфоцит. В результате данного взаимодействия B-7 лишается возможности провзаимодействовать с CD28 для обеспечения усиления иммунной реакции. 
Следовательно, CTLA-4 является основным негативным регулятором Т-клеточно-опосредованного противоопухолевого иммунного ответа и его действие на АПК,контролируя как интенсивность, так и продолжительность иммунного ответа, представляет собой критическую контрольную точку иммунитета.
Ипилимумаб представляет собой моноклональное антитело, комплементарно связывающее антиген CTLA-4 и блокирующее его для дальнейшего взаимодействия. За счёт этого ипилимумаб препятствует взаимодействию CTLA4 и B7(CD80/86). В результате молекула B7 (CD80/86) становится доступна для взаимодействия с корецептором CD28 и происходит нормальная активация цитотоксического T-лимфоцита и его костимуляция. Таким образом, воздействие моноклонального антитела на ингибирующий регулятор Т-клеточного противоопухолевого иммунитета CTLA-4, позволяет в полной мере реализовать оба сигнала (см. выше), способствующих активации Т-клеток. Как следствие, блокировка передачи сигналов CTLA-4 позволяет активировать, пролиферировать и усиливать Т-клеточный иммунитет, что позволяет иммунной системе пациента обеспечить лучший ответ..

## Показания
- Неоперабельная или метастатическая меланома
- Рак почки
- Колоректальный рак
- Гепатоцеллюлярная карцинома
- Метастатический немелкоклеточный[англ.] рак лёгкого
- Неоперабельная мезотелиома плевры[7]

## Эффективность лечения
Как показано в исследованиях, опубликованных в журнале New England Journal of Medicine, иммунотерапия открывает большие возможности в лечении онкологических заболеваний.
По результатам первого исследования, представленного на ежегодном съезде Американское общество клинической онкологии в 2015 году, в 58 % случаев удалось достичь уменьшения опухоли, более, чем на треть, назначая пациентам с меланомой на III и IV стадиях препараты для иммунотерапии — ипилимумаб (ipilimumab) и ниволумаб (nivolumab). У остальных пациентов рост меланомы был приостановлен на год.
Другое исследование показало, что применение ниволумаба снижает риск смерти при немелкоклеточном раке легких более чем на 40 % по сравнению с применением химиотерапии. По мнению экспертов в области онкологии, результаты последних исследований дают повод полагать, что ниволумаб и другие препараты для иммунотерапии в скором будущем могут заменить химиотерапию.
Хотя иммунотерапия и имеет большие перспективы, эксперты отмечают, что стоимость этих препаратов довольно высока. Так, курс ипилимумаба в сочетании с ниволумабом для одного пациента обходится от $200 000. 

## Лечение других заболеваний
В 2025 году учёные из Тулейнского университета опубликовали результаты исследования, согласно которым ипилимумаб может быть использован для лечения идиопатического легочного фиброза (ИЛФ). Эта неизлечимая болезнь приводит к «состариванию» клеток лёгких, которые накапливаются и образуют рубцы, при этом иммунная система не удаляет их из-за избытка блокирующего Т-клетки белка CTLA4. Ипилимумаб подавляет CTLA4 и способствует удалению поврежденных клеток — у мышей использование препарата уменьшило фиброз на 40–60% и восстановило легочную ткань. Данный метод может использоваться и при других заболеваниях, например, болезни Альцгеймера или сердечной недостаточности.